# Ib (videojuego)
Ib (イヴ ibu?)  es un videojuego gratuito de terror psicológico publicado y desarrollado por kouri para Microsoft Windows y Nintendo Switch. Los jugadores controlan al personaje principal desde una especie de vista aérea, atrapados en una misteriosa galería de arte, posteriormente conocida como el "Mundo Fabricado", donde conocen a otros dos personajes y visitantes de la galería, Garry y Mary. Juntos, tienen la meta de escapar de aquel lugar y regresar al mundo real.
Ib es el juego debut del desarrollador kouri, y fue desarrollado utilizando RPG Maker 2003.El arte y los sprites fueron creados por kouri, y el juego fue hecho en un estilo bidimensional. 
Desde su lanzamiento en 2012, Ib fue un éxito crítico y comercial, y en 2014 consiguió más de 2 millones de descargas en Japón y los Estados Unidos. El juego recibió elogios tanto de críticos como de la audiencia, particularmente por su jugabilidad, argumento y personajes. Desde entonces logró amasar un culto de aficionados, y ha sido reconocido por ayudar a popularizar el uso de su motor en el desarrollo de juegos sin elementos de videojuego de rol.
Un remake con gráficos actualizados fue liberado el 11 de abril de 2022.

## Jugabilidad
El jugador mueve un personaje a través de áreasbidimensionales, examinando e interactuando con diversos objetos. Los obstáculos vienen en diversas presentaciones, tales como caminos bloqueados, que el jugador tiene que superar, y enemigos o trampas que agotan la salud del personaje del jugador. Cuando esta llega cero, el jugador pierde. El jugador gana al ver la narrativa a través de a uno de sus finales. El traductor del juego en inglés ha dicho que este título no exige demasiado a los reflejos del jugador pese a que muchos enemigos son bastante ágiles al moverse.

## Argumento
El juego tiene lugar en algún punto después del año 6235, puesto que los números que se encuentran en las pinturas son años, confirmado por los kanjis japoneses para el guion del juego. Una pequeña chica, Ib, es llevada por sus padres a la galería de Weiss Guertena, artista ficticio del juego. Con el permiso de ellos, Ib explora por su cuenta el lugar. Examinaba una pintura que no entendía cuando de pronto el museo queda vacío durante un apagón eléctrico, dejándola encerrada antes de poder irse con los demás visitantes. Una serie de manchas de pintura la guían a una versión diferente del cuadro del mar profundo, al cual ella entra físicamente. Atrapada en un extraño mundo pintado, Ib acaba descubriendo una figura con cabello morado en el suelo, donde el juego requiere que recuperes su rosa y le devuelvas la vida. Después de hacerlo, se revela que dicha figura es Garry, un joven de voz suave vestido con andrajos. Ellos unen fuerzas y conforme exploran,  desarrollan un vínculo cercano, Garry volviéndose protector y cariñoso con Ib.
Ambos se encuentran con Mary, una chica excéntrica y enérgica de la edad de Ib que se une al grupo para continuar explorando. Posteriormente durante el juego, el grupo está separado por una pared de enredaderas de piedra emergentes, dejando a Garry solo, mientras Ib y Mary están juntas como dúo. Conocido como el "rompecabezas de separación", el jugador puede controlar ambos lados en ciertas áreas, trabajando para reunir a los personajes. Del lado de Garry, se revela que la "antagonista" del juego es Mary, cuya verdadera identidad era una pintura. Los "finales" posteriores también revelarían una historia de fondo, que posiblemente influya en sus acciones.
Ya en el clímax del juego, se descubre la ubicación de la pintura de donde viene Mary, y el jugador puede elegir quemarla para así asesinarla. Esto se puede lograr con o sin Garry, cuya supervivencia depende de las acciones anteriores del jugador. Poco después se encontrará con una gran pintura, contraparte de la que nos lo llevó al Mundo Fabricado al inicio, donde se requiere que salte para escapar. Dependiendo de las acciones, aparecerá una distracción cada vez que esté a punto de hacerlo (la única excepción es si el jugador está en camino hacia el final "Juntos, para siempre"); si Ib hace lo mismo con esa distracción, quedará atrapada en el Mundo Fabricado, y esto resultará en el final "La Soledad de Ib".
Poco después, el jugador encuentra el camino de regreso al mundo real, donde Ib habrá perdido toda su memoria con respecto a sus experiencias en el Mundo Fabricado. Si Garry sobrevive, lo verá en la estatua de "Encarnación del Espíritu", desde donde ocurren dos escenarios dependiendo de las acciones del jugador: Garry encontrará a Ib en la galería, pero no la recordará y se irá, obteniendo el final de "Rincón de los Recuerdos", o recordará sus experiencias pasadas y prometerá que los dos se encontrarán una vez más, lo que llevará a lo que es considerado como el mejor final del juego y el canónico, "Promesa de Reunión". 
Si Garry no regresa al mundo real, pueden suceder dos cosas: Ib se va de la galería con su familia, obteniendo el final "Retrato Olvidado". En cambio, si Mary no fue asesinada antes de que Ib escapara, la seguirá de regreso al mundo real donde, los padres de Ib la reconocerán como si siempre haya sido su segunda hija, lo que lleva al final "Juntas, Para Siempre".

## Personajes

### Personajes principales
Ib (Japonés イヴ, romaji ibu)
Una chica joven, de aproximadamente 9 años de edad. Ib tiene un largo y lacio cabello marrón y ojos rojos. Un día, Ib queda atrapada en la galería de arte de Weiss Guertena.
Kouri describe en las publicaciones de su blog oficial que Ib es la heroína; "Temática roja. Su familia es de clase alta, por lo que su falda le llega hasta las rodillas". Al mostrar el primer diseño original de Ib, señala que "la expresión no es del todo correcta, pero su ropa apenas cambió". Menciona que Ib "ama a su madre. Por supuesto, ella también se lleva bien con papá". Inicialmente, Kouri planeó que la imagen del menú cambiara por cada pétalo de rosa que el jugador perdiera. Así que Ib se vería más harapienta cuando tuviera 3 pétalos, pero "era demasiado complicado".
Pese a otras posibles traducciones de su nombre (como " Eva "), Kouri escribe oficialmente su nombre en inglés como "Ib". Que su nombre fuera oficialmente "Eve" es un error común entre los fanáticos, ya que Kouri ha declarado una clara preferencia por "Ib".
Garry (Japonés ギャリー, romaji Garī)
Un joven de voz suave con cabello de color lavanda, vestido con ropa andrajosa que se vuelve protector y cariñoso con Ib, mientras intentan escapar juntos de la galería de arte (dependiendo de las elecciones de los jugadores). A medida que avanza el juego, Garry puede tomar medidas extremas para proteger a Ib, incluso hasta el punto de arriesgar su vida.
Si bien los fanáticos a menudo asumen que Garry es un adulto, se desconocen su edad oficial y su cumpleaños. En lugar de hablar con el dialecto de un hombre japonés de mediana edad, habla usando dialecto y pronombres femeninos (como " onee ", literalmente "hermana mayor"), similar a la lingüística lavanda . (Por ejemplo, usando el pronombre personal japonés de " watashi ", más comúnmente usado por mujeres, en lugar de " boku " u " ore ", más comúnmente usado por hombres.) A pesar de esto, también se refiere a sí mismo varias veces como un "hombre"; sin embargo, su uso de tales pronombres puede asociarlo como miembro de la comunidad LGBT. El creador Kouri también se refirió a él en publicaciones de blog y arte oficial de Garry vestido con un kimono de mujer japonesa como "Garry es alguien a quien le gustaría cruzar las barreras del género"; y también ha mencionado con respecto a una obra de arte oficial de Garry como una bruja, "Convertir a Garry en una bruja, naturalmente, no se siente mal en lo más mínimo". En el juego, no se dice nada sobre su pasado o antecedentes antes del juego, aparte de que Garry menciona brevemente cerca del comienzo del juego que tal vez debería haber usado mejor ropa para la galería de arte.
En otras publicaciones de blog, así como en su galería de arte, Kouri describe el diseño de Garry como "elegante", afirmando "Tiene un diseño elegante" y describiéndolo como "el apoyo de Ib". Kouri también menciona sobre Garry; "Fue difícil dibujar expresiones distintivas ya que solo muestra un ojo". Kouri dice que le gusta la idea del "abrigo revoloteando por donde quiera que vaya" de Garry y menciona: "Jugué con la aspereza del abrigo con el tiempo. . . Tiene una camiseta sin mangas debajo". Menciona que "Garry es extraño, pero muy fácil de querer". Termina la sección sobre Garry con "Su personalidad también es muy femenina", relacionándose nuevamente con la personalidad femenina de Garry y confirmándola.  Se muestra un diseño de Garry con cabello rosado; Kouri dijo: "Garry hubiera estado bien con el cabello rosado, pero lo deseché porque se destacaba más que el protagonista y no encajaba en el estado de ánimo en absoluto".
La ortografía japonesa de su nombre podría romanizarse como " Gerii " o " Garii "; sin embargo, Kouri lo escribe oficialmente en inglés como "Garry".
Mary (japonés メアリー, Romaji "Mearī")
Usando un largo vestido verde, y con cabello largo y rubio; una niña traviesa y excéntrica, que inicialmente se ve y actúa como de la edad de Ib; se señaló que tiene una personalidad "inocente". Más tarde se reveló que es una pintura, el deseo más grande de Mary, como lo muestran los diversos finales iniciales; es dejar el "Mundo Fabricado" y vivir como un ser humano en el mundo real.
Más tarde, en "finales" adicionales publicados después del conjunto inicial de finales, se revela que Mary es la "hija" de Weiss Guertena, como una pintura que él pintó (una publicación de blog en el sitio web de Kouri después de la revelación también la muestra felizmente sosteniendo un rosa amarilla para "padre". ) Un concepto erróneo común entre los fanáticos es que Mary era su nieta. Sin embargo, debido a los años dados en las pinturas, la muerte de Guertena antes del comienzo de los juegos y las edades supuestas de Ib y Garry; Mary puede estar "desarrollada" mentalmente como adulta (o adulta joven), a pesar de que también conserva la personalidad "inocente" antes mencionada (debido a que está protegida y separada de los humanos en la galería de arte).
Kouri describe en las publicaciones de su blog oficial que "A ella le encantan las cosas lindas", "También jugar. Y cosas deliciosas". Él "tuvo muchos problemas en decidirse por un color" para su vestido, y en un momento también consideró diseños con los colores blanco y azul; azul marino; y naranja y negro. Personalmente, a Kouri le gustó el diseño azul marino "igual que el final. Pero parecía demasiado alusivo al océano, así que lo descartó. Kouri deseó haber podido tener algunas "discusiones" más entre ella y Garry. 

### Otros personajes
Guertena Weiss (Japonés ワイズ グルテナ, romanji Waizu Gurutena)
El creador de la galería de arte; señalado inicialmente por muchos como un hombre bastante misterioso. A medida que el jugador avanza en el juego, se revelan más pequeñas piezas de la historia de Guertena.
Según su Diario, Guertena creía que las personas pueden impartir su espíritu en las cosas que crean; esto incluye obras de arte. El objetivo de Guertena era sumergirse en su trabajo para transmitir su espíritu a sus creaciones.
Más tarde, en "finales" adicionales lanzados después del conjunto inicial de finales, se revela que Mary es su "hija", como una pintura que pintó.
En su autorretrato, Guertena usa una camisa blanca de manga larga y se le puede ver sosteniendo un pincel en su mano izquierda, lo que sugiere que Guertena podría ser zurdo. El cuadro que está pintando es el retrato de Mary. Su rostro nunca se muestra, dejando el resto de su apariencia misteriosa. Murió antes del juego; de presuntas causas naturales.
Padres de Ib
Se presume que son de clase alta, ya que Ib proviene de una familia de clase alta. Inicialmente acompañan a Ib a la galería de arte, pero desaparecen junto con todos los demás cuando se apagan las luces por primera vez.
El padre de Ib, es un hombre joven, con cabello castaño oscuro, ojos azul oscuro y piel pálida. Lleva un traje azul y una corbata verde. Un hombre educado, amable y también dulce como Garry; gentil tanto en palabras como en apariencia, confía en Ib y parece llevarse bien con ella, como se muestra en los viejos bocetos de Kouri. Señaló estar muy "intimidado" por el arte. Despreocupado; también parece olvidar fácilmente las cosas. Obviamente ama a Ib y, para desaprobación de su esposa, tiende a comprarle muchos conejitos de peluche, incluido uno que le regaló en su noveno cumpleaños antes del comienzo del juego. Él y su esposa también aparecen retratados juntos en un retrato en el Mundo Fabricado ("Pareja"). Se le menciona con muy poca frecuencia, y mucho menos que a su esposa, por lo que su papel tiene poca importancia. Ni él ni su esposa hablan los dialectos que usarían los japoneses mayores de mediana edad; también haciendo muy poco probable que Garry sea mayor que ellos, ya que él no usa ese dialecto (ni Mary tampoco).
La madre de Ib es una mujer joven, con cabello castaño oscuro largo y bien cuidado que está atado en una elegante cola de caballo, ojos rojos y piel pálida. Lleva un vestido rojo con mangas y una gema del mismo color en el cuello. Actúa amorosa y cariñosa con su hija, y en general como una "madre"; aparentemente no quiere malcriar a Ib, ya que desaprobaba que su padre le diera muchos muñecos y conejitos de peluche para su cumpleaños (porque ya tenía muchos). Ella deja que Ib deambule sola para explorar la galería de arte al comienzo del juego, pero también espera que se comporte. Ib (como siempre) le dice a Mary en un momento que su madre se "enfada" en ocasiones, durante las cuales "no es amable", probablemente debido a la disciplina de su hija. Sin embargo, también confía en que Ib sea responsable, especialmente en lo que respecta a su pañuelo (este también juega un papel importante en el mejor "final bueno", entre otras variaciones, probablemente debido en parte a que ella le dice a Ib que sea responsable). Ella advierte a Ib que se mantenga alejada de los extraños, lo que presagia finales posteriores del juego.
En algunos de estos "finales malos", aparece una "Madre Falsa", que intenta engañar a Ib usando la táctica de decirle también a Ib que se mantenga alejado de los extraños (en muchos casos, Garry también está allí). Si Ib elige ir con la "Madre Falsa", el jugador recibirá variantes de "finales malos" de "La Soledad de Ib".
Si Ib escapa del Mundo Fabricado, se puede encontrar a su madre mirando pinturas en la galería de arte, y en algunas versiones de los finales le dice a Ib que es hora de irse.

## Recepción
Ib ha ganado un fuerte seguimiento por su  estatus de culto en el campo de los juegos independientes de terror, siendo elogiado por su atmósfera, música y diseño general, siendo comparado con Yume Nikki .
A principios de 2014, Kouri mencionó en su sitio web que Ib superó las 1,150,000 descargas en Japón. Y hubo un número similar de descargas en el lado de los jugadores con idioma inglés.
Ib también ha tenido a la venta algunas mercancías oficiales, como minifiguras 3D vendidas en las tiendas de Animate en Japón a principios de 2014; un calendario de 2013 vendido en la Comiket 83; muñecos de peluche de Ib, Garry y Mary vendidos como premios de arcade a finales de enero de 2013 en la Estación Taito; y una bolsa de tela y copa de vino vendidas en "Guertena Shop".